# 温泉ヶ岳
温泉ヶ岳（ゆせんがたけ）は、栃木県日光市と群馬県利根郡片品村にまたがる標高2,332.9mの火山。日光白根山の北側、根名草山の南側、於呂倶羅山の西側に位置する。

## 概要
温泉ヶ岳は、金精山の北側、根名草山の南側に在る山である。頂上は狭いが円く平らで、山頂付近まで針葉樹林に覆われている。山頂の見通しは悪くはなく、特に東-北-西側は開けており、燧ヶ岳や根名草山などが臨まれる。
古くは勝道上人が日光山を開山、今の奥日光に分け入って湯元温泉を発見し、その背後に聳える山に温泉ヶ岳と名付け、瑠璃光如来を祀ったとの伝承もある。

## 関連画像

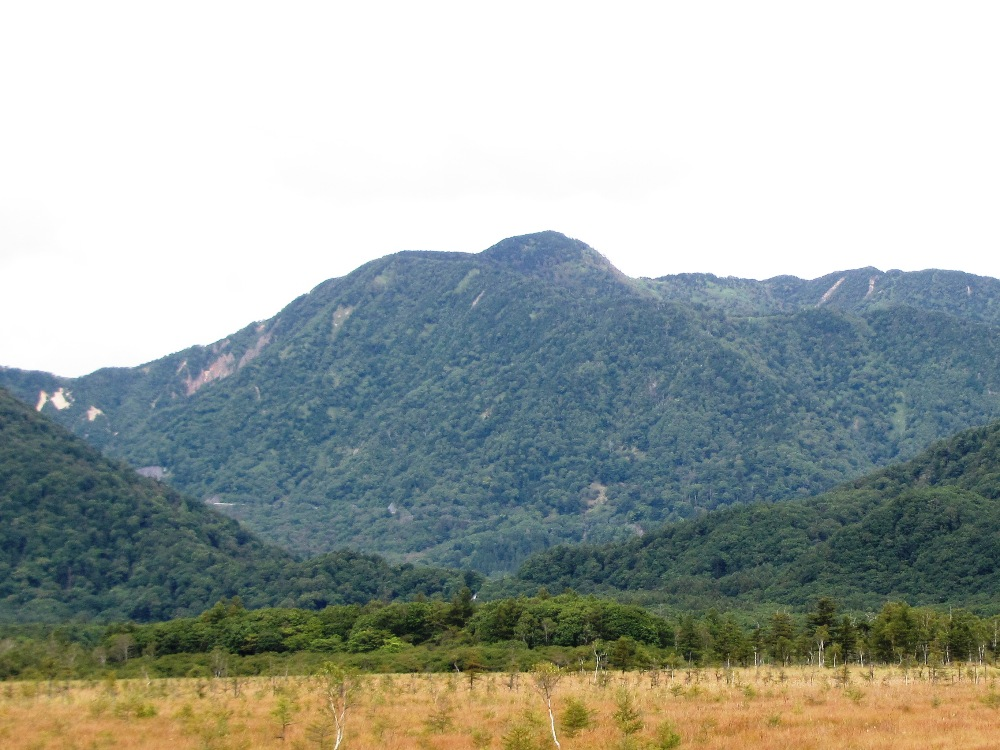
戦場ヶ原赤沼から見た温泉ヶ岳